# Jay Gould
Jason (Jay) Gould (Roxbury, 27 mei 1836 – New York, 2 december 1892) was een Amerikaans spoorwegmagnaat, financier en speculant uit de staat New York. Gould is lange tijd opgevoerd als een typische robber baron, een industrieel die snel rijk werd door criminele of onverantwoorde praktijken. Jay Gould was de op acht na rijkste Amerikaan ooit.
Zijn zoon was Frank Jay Gould.